# فلاديمير بونوماريوف (لاعب كرة قدم)
فلاديمير بونوماريوف (بالروسية: Пономарёв, Владимир Сергеевич)‏ هو لاعب كرة قدم روسي في مركز الدفاع، ولد في 22 أبريل 1987 في أومسك في روسيا. لعب مع توربيدو موسكو ودينامو بريانسك ودينامو موسكو وروتور فولغوغراد ولوخ إينيرجيا فلاديفوستوك وموردوفيا سارانسك ونادي توسنو ونادي روستوف ونادي كراسنودار.

## وصلات خارجية
- فلاديمير بونوماريوف (لاعب كرة قدم) على موقع قاعدة بيانات كرة القدم.إي يو (الإنجليزية)
- فلاديمير بونوماريوف (لاعب كرة قدم) على موقع Soccerway.com (الإنجليزية)